# فرديناند كريستيان باور
فرديناند كريستيان باور (باللاتينية Ferdinand Christian Baur) ثيولوجي ألماني وقائد مدرسة توبنغن الثيولوجية التي سميت نسبة لجامعة توبنغن. اتبع ديالكتيك هيغل ووضع أدلة بأن مسيحية القرن الثاني كانت مركبة من توجهين مختلفين هما المسيحية اليهودية والمسيحية البولصية. في النقد العالي اقترح تاريخا متأخرا لرسائل بولس الشخصية.

## مواقع خارجية
- فرديناند كريستيان باور على موقع الموسوعة البريطانية (الإنجليزية)

- F.C. Baur on the Higher Criticism; a brief quote
- Tubingen School نسخة محفوظة 26 نوفمبر 2011 على موقع واي باك مشين., summary